# GOM Player
GOM Player (acronimo di Gretech Online Movie Player) è un lettore multimediale freeware, disponibile solo per sistemi operativi Microsoft Windows. Molto diffuso in Corea del Sud, è ritenuto un buon player in quanto riesce a riprodurre molti tipi di file senza bisogno di scaricarne i codec e perché può anche riprodurre alcuni tipi di file danneggiati o incompleti.
Un'altra caratteristica significativa di GOM Player è che se non può riprodurre in modo nativo l'audio o il video di un file multimediale, cerca tramite internet un codec adeguato alla riproduzione, eventualmente indirizzando l'utente ad una pagina web dove il codec potrà essere scaricato ed installato.